# Jan Peters
Johannes ("Jan") Wilhelmus Peters (ur. 18 sierpnia 1954 w Groesbeek) – piłkarz holenderski grający na pozycji środkowego pomocnika. Nosił przydomek "Jantje Breed".

## Kariera klubowa
Peters rozpoczynał piłkarską karierę w małym klubie Germania Groesbeek. Pierwszym poważniejszym przystankiem w karierze był NEC Nijmegen, w barwach którego Peters zadebiutował w 1971 roku w Eredivisie. W pierwszym składzie występował już w następnym sezonie i doszedł z NEC do finału Pucharu Holandii, w którym jednak zespół z Nijmegen przegrał 0:2 z NAC Breda. Był to jedyny sukces Petersa w NEC, w którym to grał do 1977 roku.
Latem 1977 Peters przeszedł do jednego z bardziej utytułowanych klubów w kraju, AZ Alkmaar. W 1978 roku zespół z Petersem w pomocy wywalczył swój pierwszy w historii Puchar Holandii. Na kolejne sukcesy drużyna musiała czekać do 1981 roku, kiedy to jedyny raz w swojej historii została mistrzem Holandii (28 meczów i 8 goli Jana), do tego dokładając kolejny puchar kraju. AZ dobrze spisał się także w Pucharze UEFA docierając aż do finału, w którym przegrał z Ipswich Town w dwumeczu (0:3, 4:2). W 1982 roku Peters po raz trzeci poprowadził AZ do zwycięstwa w krajowym pucharze, a po sezonie odszedł z drużyny po 5 latach gry w niej.
Latem 1982 Peters wyjechał do Włoch i został zawodnikiem klubu Genoa CFC. We Włoszech nie grał już tak udanie jak w ojczyźnie i nie miał pewnego miejsca w składzie. W 1984 roku spadł z zespołem z Genui do Serie B, w której grał przez rok. Na sezon 1985/1986 przeszedł do grającej w Serie A Atalanty BC, w której przez sezon wystąpił ledwie w 8 ligowych meczach. Po sezonie wrócił do NEC, które grało już wówczas w Eerstedivisie, ale nie pomógł zespołowi w powrocie do ekstraklasy. W latach 1988–1990 Peters grał w amatorskiej drużynie o nazwie De Treffers i niedługo potem zakończył piłkarską karierę mając 36 lat.
| Sezon   | Klub         | Kraj     | Rozgrywki      | Mecze | Bramki |
| ------- | ------------ | -------- | -------------- | ----- | ------ |
| 1971/72 | NEC Nijmegen | Holandia | Eredivisie     | 11    | 0      |
| 1972/73 | NEC Nijmegen | Holandia | Eredivisie     | 31    | 2      |
| 1973/74 | NEC Nijmegen | Holandia | Eredivisie     | 31    | 2      |
| 1974/75 | NEC Nijmegen | Holandia | Eerste divisie | 34    | 1      |
| 1975/76 | NEC Nijmegen | Holandia | Eredivisie     | 34    | 7      |
| 1976/77 | NEC Nijmegen | Holandia | Eredivisie     | 27    | 5      |
| 1977/78 | AZ Alkmaar   | Holandia | Eredivisie     | 23    | 7      |
| 1978/79 | AZ Alkmaar   | Holandia | Eredivisie     | 31    | 6      |
| 1979/80 | AZ Alkmaar   | Holandia | Eredivisie     | 7     | 3      |
| 1980/81 | AZ Alkmaar   | Holandia | Eredivisie     | 28    | 8      |
| 1981/82 | AZ Alkmaar   | Holandia | Eredivisie     | 31    | 8      |
| 1982/83 | Genoa CFC    | Włochy   | Serie A        | 19    | 0      |
| 1983/84 | Genoa CFC    | Włochy   | Serie A        | 16    | 1      |
| 1984/85 | Genoa CFC    | Włochy   | Serie B        | 18    | 4      |
| 1985/86 | Atalanta BC  | Włochy   | Serie A        | 8     | 1      |
| 1986/87 | NEC Nijmegen | Holandia | Eerste divisie | 25    | 1      |
| 1987/88 | NEC Nijmegen | Holandia | Eerste divisie | 16    | 2      |

## Kariera reprezentacyjna
W reprezentacji Holandii Peters zadebiutował 4 września 1974 roku w wygranym 5:1 wyjazdowym meczu z reprezentacją Szwecji. Następnie występował w eliminacjach do Mistrzostw Europy w Jugosławii, a w 1976 został powołany do kadry na ten turniej. Tam był jednak rezerwowym zawodnikiem i wystąpił w jednym meczu, o 3. miejsce, wygranym 3:2 po dogrywce z Jugosławią. W reprezentacji występował do roku 1982, gdy zakończył w niej karierę meczem z Anglią (0:2). W kadrze "Oranje" wystąpił w 31 meczach i zdobył 4 gole (2 z Anglią oraz po jednym ze Szwajcarią i Włochami).

## Sukcesy
- Mistrzostwo Holandii: 1981 z AZ
- Puchar Holandii: 1978, 1981, 1982 z AZ
- Finał Pucharu UEFA: 1981 z AZ
- 3. miejsce ME: 1976